# 胡安·阿马特
胡安·阿马特（西班牙語：Juan Amat，1946年7月10日—2022年5月12日），西班牙男子曲棍球运动员。他曾代表西班牙参加1968年、1972年、1976年和1980年夏季奥林匹克运动会曲棍球比赛，其中1980年奥运会获得一枚银牌。

## 家庭
哥哥佩德罗·阿马特、海梅·阿马特、弗朗西斯科·阿马特。
侄子豪梅·阿马特、波尔·阿马特。